# Kraljev Vrh (Jakovlje)
Kraljev Vrh is een plaats in de gemeente Jakovlje in de Kroatische provincie Zagreb. De plaats telt 661 inwoners (2001).